# Časová osa výzkumu tyranosauroidů
Nadčeleď Tyrannosauroidea zahrnuje skupinu vývojově vyspělých teropodních dinosaurů, z nichž posledním, největším a nejznámějším zástupcem je severoamerický druh Tyrannosaurus rex. Následující přehled zahrnuje podstatné události v dějinách paleontologického výzkumu této skupiny vyhynulých druhohorních dravců.

## Předvědecká éra
- Severoameričtí Indiáni objevovali po staletí fosilie druhohorních obratlovců, přičemž některé snad mohly patřit i tyranosauridům.[1] Podobné případy se mohly stávat často a zavdat podnět ke vzniku legend o různých mytických tvorech. Zkameněliny tyranosauridů mohli objevovat původní obyvatelé Severní Ameriky dlouho před příchodem Evropanů.[2]

## 19. století
- V roce 1856 objevil geolog Ferdinand Vandeveer Hayden fosilní zuby několika dinosaurů na území budoucí Montany, některé patří nepochybně velkým tyranosauridům (dnes již neplatný druh Deinodon horridus).[3]
- Roku 1866 popsal Edward Drinker Cope z New Jersey druh Laelaps aquilunguis, později (1877) přejmenovaný jako Dryptosaurus.

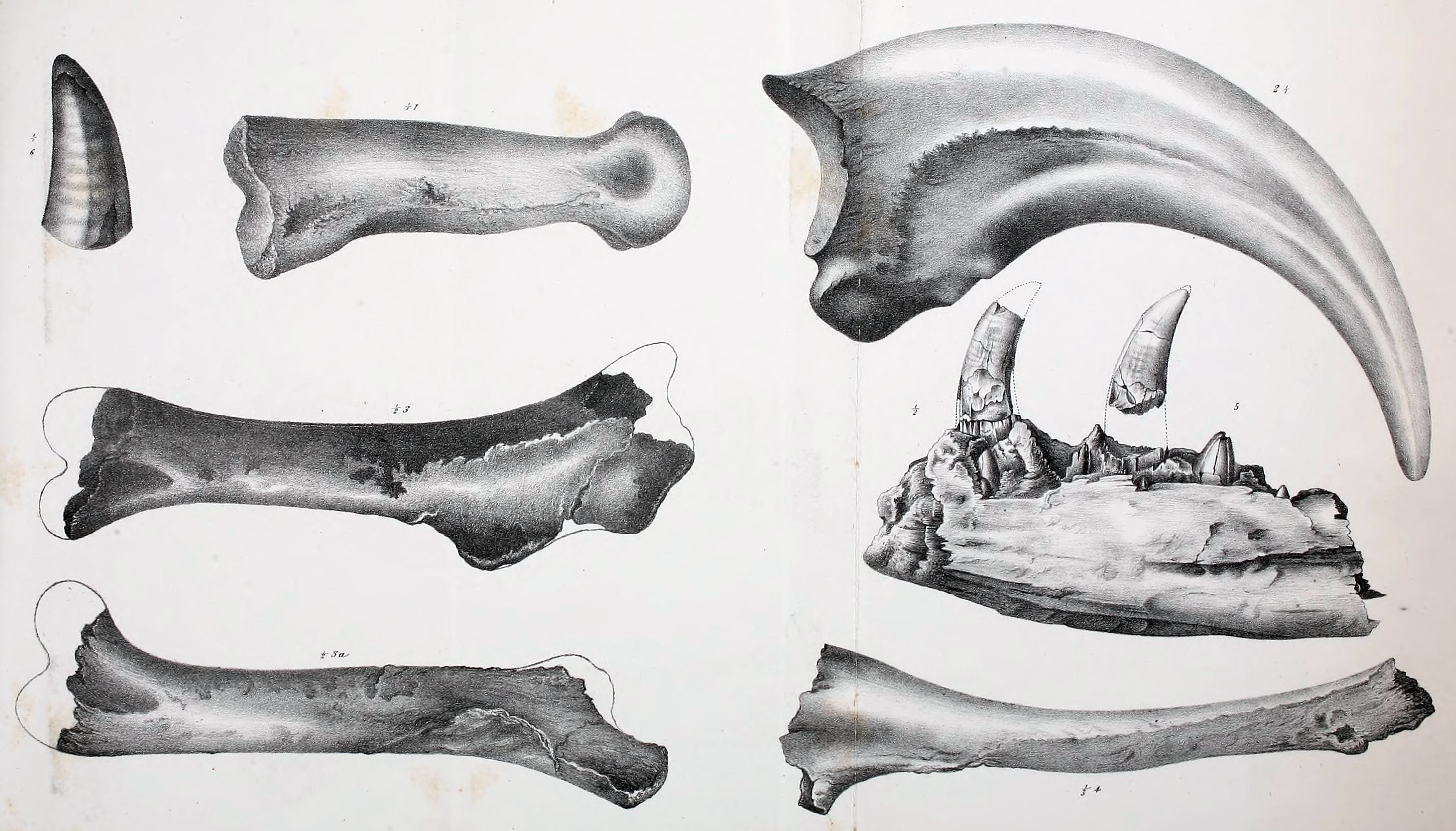
Fosilie dryptosaura.

- Joseph Burr Tyrrell objevuje roku 1884 první fosilie albertosaura v kanadské Albertě (kat. ozn. CMN 5600).
- Roku 1892 popisuje E. D. Cope na základě dvou erodovaných krčních obratlů druh Manospondylus gigas. Ve skutečnosti se ale jedná o budoucí druh Tyrannosaurus rex.[4]

## 20. století
- V roce 1905 je H. F. Osbornem vědecky popsán druh Tyrannosaurus rex (objevený již roku 1902 Barnumem Brownem ve východní Montaně) a zároveň jeho menší a geologicky starší příbuzný Albertosaurus sarcophagus z kanadské provincie Alberty.[5]

- Roku 1908 objevil Barnum Brown ve východní Montaně druhou kostru druhu T. rex, označenou později jako AMNH 5027.[6]
- V roce 1914 byl zveřejněn vědecký popis druhu Gorgosaurus libratus paleontologem Lawrencem Lambem.[7]
- V roce 1915 je publikována práce americkým paleontologem Williamem Dillerem Matthewsem, ve které se udává geologické stáří druhu T. rex ještě na "pouhé" 3 miliony let (ve skutečnosti, jak víme díky modernímu radiometrickému datování, jedná se o stáří přes 66 milionů let).[8]
- V roce 1955 je vědecky popsán asijský druh Tarbosaurus bataar sovětským paleontologem Jevgenijem Malejevem.[9]

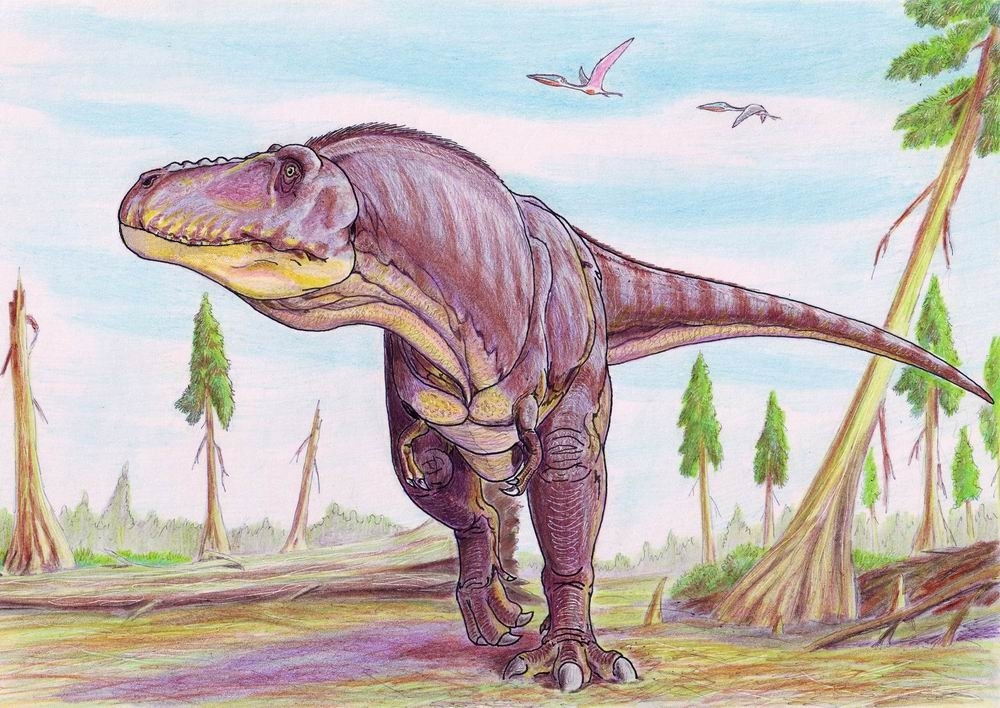
Rekonstrukce rodu Tarbosaurus

- Dale Russell popisuje v roce 1970 z Kanady druh Daspletosaurus torosus.[10]
- V roce 1976 je sovětským paleontologem Sergejem Kurzanovem popsán mongolský druh Alioramus remotus.[11]
- V roce 1987 je v Jižní Dakotě objeven slavný exemplář druhu T. rex přezdívaný "Stan". Jeho fosilie jsou vykopány o pět let později a repliky jeho fosilní kostry jsou později umístěny v desítkách světových muzeí.[12]
- Kontroverzní druh Nanotyrannus lancensis (zřejmě jen mládě druhu T. rex) je popsán R. T. Bakkerem v roce 1988.[13] Ve stejném roce je ve východní Montaně objeven exemplář Wankel-rex, poskytující jako jeden z prvních jedinců druhu T. rex pohled na kostru předních končetin tohoto druhu.
- V roce 1990 je v Jižní Dakotě objeven dosud největší (nebo druhý největší) a nejkompletnější exemplář tyranosaura, později známý jako "Sue".[14]
- Roku 1991 je v sedimentech souvrství Frenchman na území kanadského Saskatchewanu objeven jedinec "Scotty", který je podle odhadu z roku 2019 největším známým exemplářem tyranosaura vůbec, a to s délkou 13 metrů a hmotností kolem 8870 kg.[15]
- Roku 1999 se ve dvou publikacích objevila zpráva o možném objevu jakéhosi hrdelního vaku u mongolského exempláře tarbosaura.[16]

## 21. století
- Stephen Hutt a jeho tým popisuje roku 2001 z Anglie raně křídový druh Eotyrannus lengi.[17] Ve stejném roce byl ve východní Montaně objeven nejlépe zachovaný exemplář mláděte druhu T. rex, který dostal přezdívku "Jane".[18]
- V roce 2003 popisuje nový portugalský druh Aviatyrannis jurassica německý paleontolog Oliver Rauhut.[19]
- 2004: objev "opeřeného" druhu Dilong paradoxus z Číny.[20][21]
- 2005: Mary Higby Schweitzerová poprvé publikuje svá zjištění, že ve fosilních kostech tyranosaura MOR 1125 ("B-rex") jsou stále přítomny původní organické molekuly a "měkké tkáně".[22]

- 2006 - 2010: formálně popsány nové rody Guanlong, Raptorex (?), Sinotyrannus, Bistahieversor, Kileskus[23] a Xiongguanlong.
- V roce 2011 je z Číny popsán obří tyranosaurid Zhuchengtyrannus magnus.[24]
- V provincii Liao-ning je roku 2012 formálně popsán opeřený druh Yutyrannus huali, největší známý opeřený tvor vůbec.[25]
- 2013: z Utahu popsán robustní druh Lythronax argestes.[26]

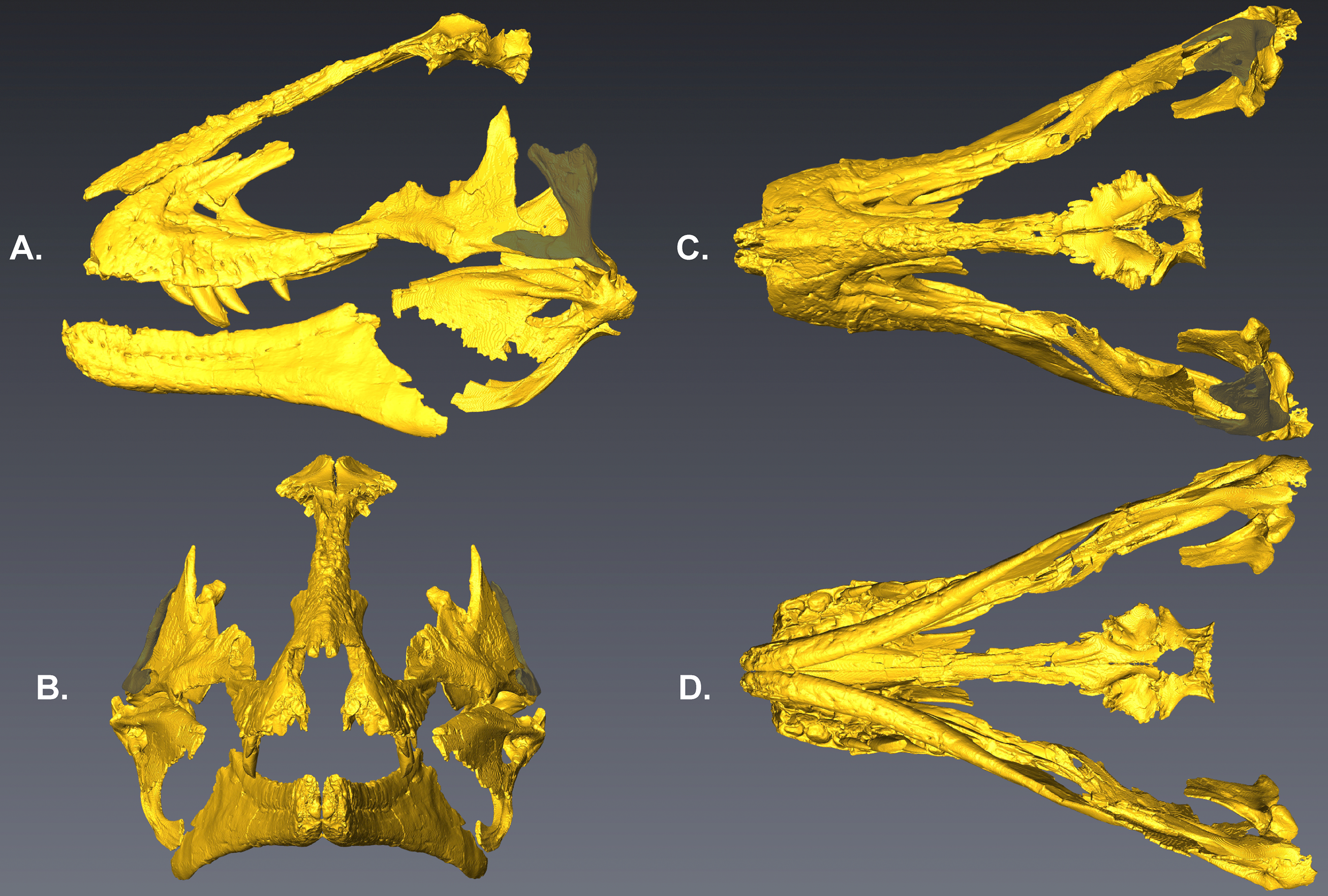
Digitální rekonstrukce lebky rodu Lythronax.

- V roce 2014 byly popsány nové druhy Nanuqsaurus hoglundi z Aljašky[27] a Qianzhousaurus sinensis z Číny[28].
- Roku 2016 byl popsán nový druh tyranosauroida Timurlengia euotica z Uzbekistánu.[29]
- V roce 2018 je formálně popsán nový druh tyranosaurinního tyranosaurida Dynamoterror dynastes z Nového Mexika.[30]
- V roce 2019 byl z Utahu popsán nový druh tyranosauroida Moros intrepidus, žijící v době před 96 miliony let. Jeho fosilie byly objeveny v sedimentech souvrství Cedar Mountain.[31] Popsán je také jiný malý tyranosauroid Suskityrannus hazelae z Nového Mexika.[32]
- Na konci roku 2019 byl oznámen objev nového čínského tyranosauroida, konkrétně druhu Jinbeisaurus wangi.[33]
- Vědecká studie z ledna roku 2020 potvrzuje, že Nanotyrannus lancensis je ve skutečnosti pravděpodobně jen juvenilním exemplářem druhu T. rex.[34] Z kanadské Alberty je popsán nový rod a druh Thanatotheristes degrootorum.[35]
- Podle mírně kontroverzní studie, publikované předběžně v březnu roku 2022, neexistoval pouze druh T. rex, ale také dva další samostatné druhy rodu Tyrannosaurus, a to druhy, T. imperator (např. exemplář "Sue") a T. regina (např. exemplář "Wankel Rex").[36]
- U tyranosauřího jedince "Sue" byly objeveny kruhové otvory na dolních čelistech, které byly podle některých paleontologů způsobeny infekcí parazitickým prvokem. Podle výzkumu z roku 2022 se ale nejednalo o následek infekce, nýbrž o mechanická poranění, způsobená zuby jiného tyranosaura při vnitrodruhových soubojích.[37]
- V lednu roku 2024 byl formálně stanoven nový druh rodu Tyrannosaurus, a to T. mcraeensis. Fosilie tohoto tyranosaurida byly objeveny v 80. letech 20. století v sedimentech souvrství Hall Lake na území Nového Mexika (Sierra County). Tento teropod o rozměrech největších známých exemplářů druhu T. rex žil o zhruba 6 až 7 milionů let dříve, což poskytuje velmi zajímavé implikace pro lepší pochopení evoluce tyranosauridů.[38]